# Gaz (Trilj)
Gaz je lokalitet u blizini Trilja, na cesti za Livno, na području naselja Grab i Jabuka, neposredno ispod utoka rječice Grab u Rudu. Na malom prostoru nalazi se skulptura Mladenci akademskog kipara Stipe Sikirice, kapela Čudotvorne Gospe Sinjske s kipom Gospe Sinjske (također Sikiričin rad) i most preko Rude koji vodi u Sinjsko polje. Naziv lokaliteta dolazi od toga što je tu voda malo plića pa se, dok nije bilo mosta, prelazilo preko postavljenih kamenja. Prije sadašnjega betonskog mosta izgrađenog u drugoj polovici 20. st. bio je drveni iz konca 19. st. Gradnja tog mosta, na mjestu prijašnjeg, također drvenog, obilježena je u pjesmi lokalnog pjesnika Ilije Bijadera.